# Sirio (Satellit)
SIRIO (Satellite Italiano di Ricerca Industriale Orientata) ist eine Serie von zwei geostationären Kommunikations-/Experimentalsatelliten des nationalen Forschungsrates CNR, dem Vorläufer der italienischen Weltraumagentur ASI.
SIRIO-1 wurde am 25. August 1977 von Cape Canaveral aus mit einer Delta-Rakete (Delta-2313) erfolgreich in seine Umlaufbahn gebracht. Er wurde für den Test von Übertragungen von Telefon- und Fernsehprogrammen sowie zu Forschungen im UHF-Bereich (Messgeräte für Plasma, elektrische Felder und niederenergetische kosmische Strahlung) verwendet.
Der zylindrische Satellit hatte einen Durchmesser von 1,4 m und eine Höhe von 2,0 m. Die Umlaufmasse betrug 220 kg. Er wurde zuerst auf der Position 15° West über dem Atlantik stationiert, dann 1981 auf 25° West umgesetzt. 1983 erfolgte eine Neupositionierung auf 65° Ost über dem Indischen Ozean. Im September 2001 befand er sich auf 86,65° Ost, im März 2007 auf 75,38° Ost.
Der Start von SIRIO-2 erfolgte am 10. September 1982 mit einer Ariane-1-Rakete von Kourou, wobei jedoch die dritte Stufe der Rakete versagte und der Satellit verloren ging. Er sollte als Übermittler von meteorologischen Daten dienen und war dazu mit einem S-Band-Multikanal-Transponder ausgestattet. Zusätzlich hatte er ein Gerät zur Synchronisation zweier auf der Erde installierter Atomuhren per Laser (LASSO-Experiment) an Bord.
Der zylindrische Satellit hatte einen Durchmesser von 1,44 m und eine Höhe von 2,4 m. Das Startgewicht betrug 420 kg und die Umlaufmasse 237 kg.
Die Energieversorgung der beiden mit 90/min drallstabilisierten Satelliten erfolgte über 8500 Solarzellen, die auf der Außenseite des Zylinders angebracht waren und etwa 130 Watt an Energie lieferten.